# Накадзіма Харуо
Харуо Накаджіма (яп. 中島 春雄, Nakajima Haruo); 1 січня 1929 — 7 серпня 2017) — японський актор, найбільш відомий своєю роллю Ґодзілли з п'ятдесятих років, до початку 1970.
Накаджіма народився в Ямаґаті, Японія. На думку багатьох, він є найкращим актором за довгу історію франшизи про Ґодзіллу.. Візуальний директор компанії Toho Ейджі Цубурая вважав значення Накаджіми безцінним, й він знявся у більшості фільмів Кайджю (японські монстри) за час своєї акторської кар'єри. Після двадцяти років роботи, Накаджіма завершив кар'єру актора, після зйомок фільму  Ґодзілла проти Ґайґана  (1972), коли студія завершила контракт з ним і розділилася на кілька дочірніх підприємств. Однак, Накаджіма продовжив роботу в компанії Тохо протягом кількох наступних років. Починаючи з кінця 1990-х років, Накаджіма кілька років з'являвся в Чикаго, Нью-Йорку, Нью-Джерсі і Голлівуді (у 2000) на різних зібраннях по японським фільмам про монстрів. Він також з'явився на фестивалі Monsterpalooza в Бербанці, Каліфорнія у квітні 2011-го. Його автобіографія японською мовою 『怪獣人生 元祖ゴジラ俳優・中島春雄』(Monster Life: Haruo Nakajima, The Original Godzilla Actor), опублікована в Yosensha 17 липня 2010.

## Вибрана фільмографія

### Фільми
- 1949 — Безпритульний пес
- 1952 — Меч за наймом
- 1952 — Жінка, що торкнулася до ноги
- 1953 — Орел Тихого океану[en]
- 1954 — Прощай, Рабаул[en]
- 1954 — Сім самураїв
- 1954 — Ґодзілла (Ґодзілла, репортер)
- 1954 — Невидимець[en]
- 1955 — Meoto zenzai[en]
- 1955 — Ґодзілла знову нападає (Ґодзілла)
- 1956 — Мадам Біла Змія
- 1956 — Родан (Родан, Меґаґуїрус, офіцер поліції)
- 1957 — Містеріани (Моґера, офіцер поліції)
- 1958 — Великий монстр Варан (Варан)
- 1958 — H-Man (H-Man, матрос)
- 1958 — Троє негідників у прихованій фортеці
- 1959 — Бос пекла
- 1959 — Підводний човен I-57 не здається[en]
- 1959 — Останній форпост
- 1959 — Остання перестрілка
- 1960 — Таємниця телегґіан[en]
- 1960 — Буря у Тихому океані[en]
- 1960 — Відчайдушний на заході
- 1960 — Людина пара[en]
- 1961 — Охоронець
- 1961 — Шибайголова у замці
- 1961 — Мотра (Мотра)
- 1961 — Остання війна[en]
- 1961 — Історія замку Осака[en][4]
- 1962 — Кінг-Конг проти Ґодзілли (Ґодзілла)
- 1962 — 47 самураїв[en]
- 1963 — На крилах над Тихим океаном
- 1963 — Сенґоку Яро[en]
- 1963 — Матанґо[en] (Матанґо)
- 1963 — Атрагон
- 1964 — Мотра проти Ґодзілли (Ґодзілла)
- 1964 — Доґора
- 1964 — Гідора, триголовий монстр (Ґодзілла)
- 1965 — Відступ від Кіски
- 1965 — Франкенштейн проти Барагона (Барагон)
- 1965 — Вторгнення Астро-монстра (Ґодзілла)
- 1966 — Війна гаргантюа (Ґайра)
- 1966 — Що трапилося, тигрова лілія
- 1966 — Ебіра, жах з глибини (Ґодзілла)
- 1967 — Син Ґодзілли (Ґодзілла)
- 1967 — Втеча Кінг-Конга
- 1968 — Знищити всіх монстрів (Ґодзілла, Військовий радник США)
- 1969 — Широта Нуль[en] (Грифон, Манбат, Гігантський щур, Лев)
- 1969 — Атака всіх монстрів (Ґодзілла)
- 1970 — Космічна Амеба (Ґедзора, Ґаніме)
- 1971 — Ґодзілла проти Хедори (Ґодзілла)
- 1972 — Ґодзілла проти Ґайґана (Ґодзілла, офіцер поліції)
- 1973 — Японія потопає (Шофер прем'єр-міністра)

### Серіали
- 1966 — Ультра Q
- 1966, 1967 — Ультрамен (Неронґа, Ґабора, Джірас, Кійла)
- 1967, 1968 — Ультрасевен[en] (У-Том)